# Till Death Do Us Part (album)
Till Death Do Us Part deveti je studijski album američkog death metal-sastava Deicide. Diskografska kuća Earache Records objavila ga je 28. travnja 2008.

## Popis pjesama
Tekstovi: Glen Benton, glazba: Steve Asheim.
| 1.    | »The Beginning of the End« (instrumentalna skladba) | 3:39 |
| 2.    | »Till Death Do Us Part«                             | 4:14 |
| 3.    | »Hate of All Hatreds«                               | 3:53 |
| 4.    | »In the Eyes of God«                                | 4:42 |
| 5.    | »Worthless Misery«                                  | 5:00 |
| 6.    | »Severed Ties«                                      | 4:01 |
| 7.    | »Not as Long as We Both Shall Live«                 | 5:05 |
| 8.    | »Angel of Agony«                                    | 3:29 |
| 9.    | »Horror in the Halls of Stone«                      | 6:23 |
| 10.   | »The End of the Beginning« (instrumentalna skladba) | 1:41 |
| 42:07 |                                                     |      |

## Zasluge
| Deicide - Glen Benton – vokali, bas-gitara, izvršni producent, umjetnički direktor - Jack Owen – gitara - Steve Asheim – bubnjevi, miksanje, masteriranje, produkcija - Ralph Santolla – gitara |  | Ostalo osoblje - Jim Morris – miksanje, masteriranje, tonska obrada - Summer Lacy – omot albuma, dizajn - Hans Baldung – naslovnica |